# Rádio Táxi
Rádio Táxi è il nome di un gruppo musicale brasiliano.

## Storia
La band, formatasi nel 1981 a San Paolo, comprendeva in origine il chitarrista Wander Taffo, il batterista Gel Fernandes, il bassista Lee Marcucci e il cantante-tastierista Willie de Oliveira, che avevano fatto parte dei Tutti Frutti insieme a Rita Lee.
Il primo album omonimo, pubblicato nel 1982, conteneva i brani Coisas de Casal (scritto appositamente da Rita Lee con il marito Roberto de Carvalho) e Garota Dourada, che hanno riscosso grande successo. La band ha accresciuto la sua popolarità nel 1984 con l'uscita del secondo album, Rádio Táxi 2, e il primo singolo estratto, Eva, versione portoghese dell'omonima canzone di Umberto Tozzi . Willie de Oliveira ha lasciato il gruppo poco dopo aver registrato il secondo album ed è stato sostituito da Maurício Gasperini. Sono seguiti i dischi 6:56 (1985) e Matriz (1986), contenenti i successi Um Amor de Verão e Você se Esconde.
Nel 1987 la formazione si è sciolta e tutti i membri sono tornati alle loro carriere di successo come turnisti. Wander Taffo ha pubblicato tre album da solista e aperto una scuola di musica a San Paolo, ispirata all'American Musicians Institute.
Nel 1993 il batterista Gel Fernandes e il bassista Lee Marcucci hanno fatto rivivere la band, con Marcinho Eiras alle chitarre. La vera reunion è avvenuta però nel 2000, quando il cantante e pianista Guilherme Arantes ha invitato Taffo, Marcucci e Fernandes a suonare con lui in un album dal vivo. Dopo il tour con Arantes, il gruppo ha iniziato a lavorare su nuovo materiale con Gasperini, facendo poi pubblicare un album dal vivo e un DVD.
La band si è sciolta per la seconda volta dopo la morte improvvisa di Taffo, avvenuta il 14 maggio 2008. Si è ricostituita nel 2015. Dal 2021 Betto Luck è la voce del gruppo.